# 투구 (크리켓)

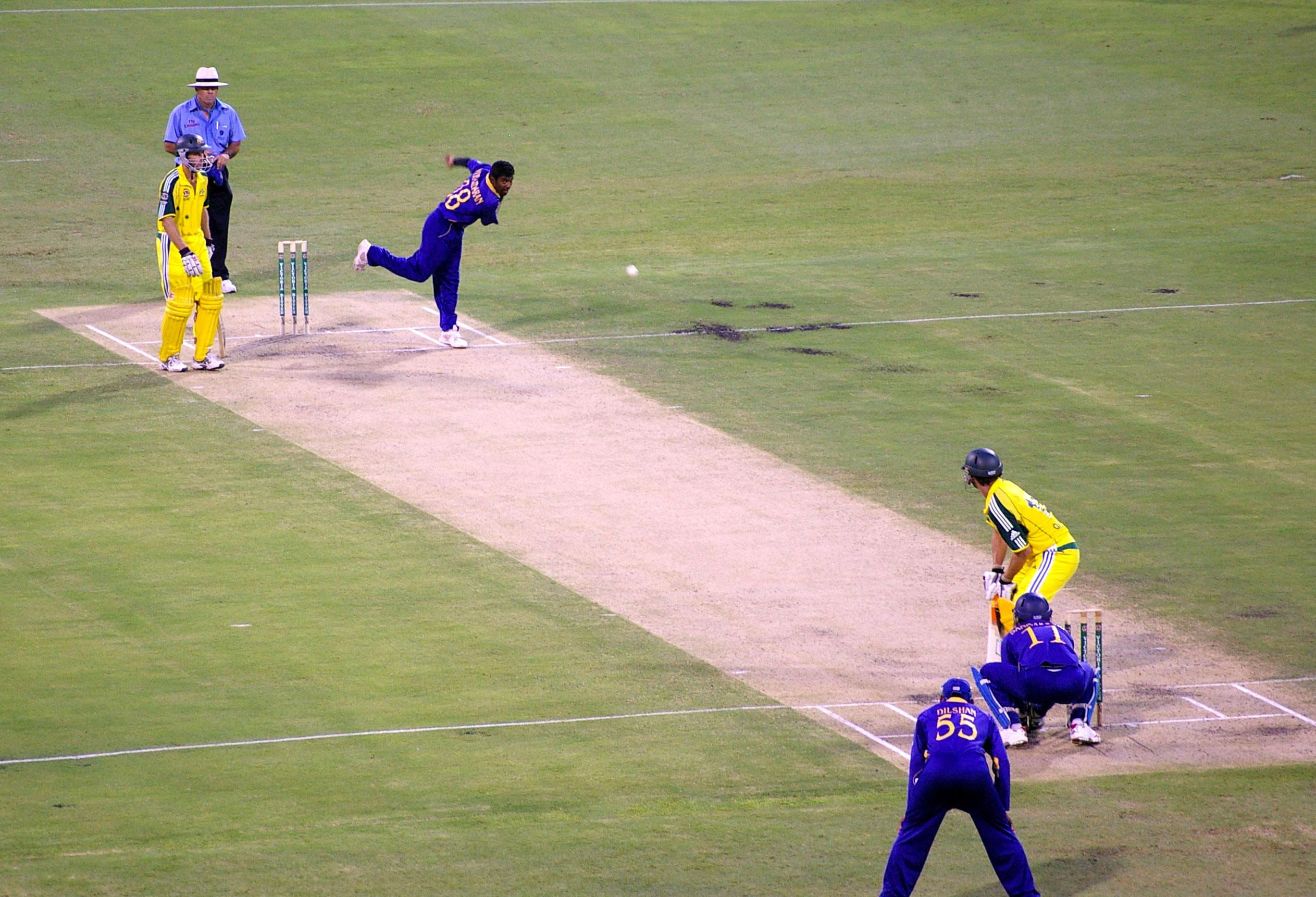

투구(投球, delivery) 또는 볼(ball)은 크리켓에서 볼러가 배트맨을 향해 공을 던지는 행위를 의미한다.
크리켓 경기에서는 수비팀 선수 중 한 명이 나와 볼링을 한다. 6개의 투구가 한 오버가 되며, 한 오버를 다 던진 볼러는 반드시 다른 선수와 교대해야 한다. 일반적으로 두 명의 선수가 번갈아 가면서 볼링을 하게 된다.

## 투구의 종류 (영어)
크리켓의 투구에는 여러 가지 종류들이 있다. 이 종류는 기술, 볼러의 사용손, 파지 방식, 실밥의 사용, 손 안에서의 공의 위치 및 볼러의 전략 등을 기준으로 구분된다.
- Leg spin:
  - Leg break
  - Googly
  - Topspinner
  - Flipper
  - Slider
  - Flicker Ball
- Off spin:
  - Off break
  - Doosra
  - Arm ball
  - Topspinner
  - Under cutter
  - Teesra
  - Chinaman
- Fast bowling:
  - Bouncer
  - Inswinger
  - Reverse swing
  - Leg cutter
  - Off cutter
  - Outswinger
  - Yorker
  - Zooter
  - Beamer

## 야구와의 비교
크리켓의 투구는 야구의 투구와 유사하다. 다만 야구에서 ‘볼’(ball)이 스트라이크 존을 벗어난 투구를 뜻하는 것에 비해 크리켓에서는 볼이 투구와 동일한 뜻이라는 점이 다르다. 야구의 볼은 크리켓에서는 와이드 또는 노볼이라 불린다.